# قلعه و حمام والی
قلعه و حمام والی مربوط به دوره قاجار است و در شهرستان مهران، بخش صالح آباد، دهانه جنوبی تنگ نیاز واقع شده و این اثر در تاریخ ۱۴ مرداد ۱۳۸۲ با شمارهٔ ثبت ۹۵۰۴ به‌عنوان یکی از آثار ملی ایران به ثبت رسیده است.